# Felix Weingartner

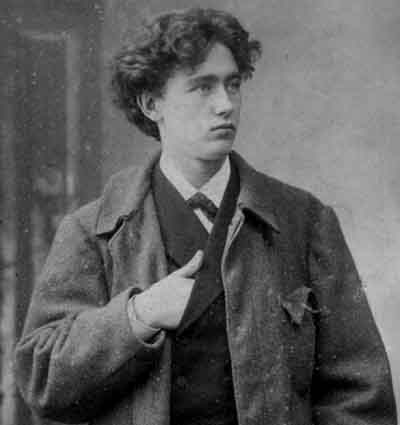
Weingartner en 1890.

Felix Weingartner (Zadar, 2 de junio de 1863-Winterthur, 7 de mayo de 1942) fue un compositor, pianista y director de orquesta austriaco .
Estudió con Wilhelm Mayer. Se mudó a Leipzig donde estudió filosofía y fue alumno de Liszt en Weimar, donde comenzó su actividad de compositor. Entre sus composiciones, la de mayor éxito fueron Sakuntala (1884) y la trilogía Orestes (1902), Kain und Abel (1914) y Meister Andrea (1920). También escribió numerosos ensayos críticos, entre ellos Die Symphonie nach Beethoven (1897), y realizó importantes revisiones, como la edición completa de las obras de Berlioz. Se destacan también sus siete sinfonías.
Fue director de orquesta en Danzig, Hamburgo, Berlín, Múnich y Viena.
El 27 de agosto de 1920 dirigió Parsifal, de Richard Wagner, en el Teatro Coliseo de Buenos Aires, Argentina, en la función que inauguró la era radiofónica en el mundo: fue la primera transmisión por radio de una ópera completa, actividad que luego tuvo continuidad en Argentina.
En 1922 tuvo a su cargo la dirección de la primera representación integral de El anillo del Nibelungo de Richard Wagner en el Teatro Colón de Buenos Aires junto a la Orquesta Filarmónica de Viena y con un elenco que reunió a figuras como Lotte Lehmann, Emil Schipper y Walter Kirchhoff.